# Lontong
Il lontong è un piatto indonesiano diffuso in vari paesi del sud-est asiatico (Indonesia, Malaysia e Singapore) che consiste in riso bollito compresso all'interno di una foglia di banana. Può contenere un ripieno.
Valido sostituto del riso al vapore, il lontong può essere servito caldo o freddo con piatti a base di salsa di arachidi fra cui il gado-gado, il karedok, il ketoprak, altre insalate tradizionali e saté. Può essere consumato come accompagnamento a zuppe a base di latte di cocco, come il lontan sayur, soto, il gulai e il curry.